# سیارک ۲۶۳۵۱۶
سیارک ۲۶۳۵۱۶ (به انگلیسی: 263516 Alexescu، نامگذاری:2008EW144)۲۶۳۵۱۶مین سیارک کشف شده‌است که در ۱۳ مارس ۲۰۰۸ کشف شد.